# Skänninge möte
Skänninge möte var ett kyrkomöte som hölls den 1 mars 1248 och som sammankallats av påve Innocentius IV:s legat, kardinalbiskopen Vilhelm av Sabina. Mötet fick stor betydelse för Sveriges (inklusive Finlands) införlivande i den västliga kristenheten och utvecklingen av Sverige till en nationalstat. Framför allt bidrog det till stärkandet av biskoparnas roll. För trehundra år framåt till reformationen drog mötet upp riktlinjer för rikets relation till den romersk-katolska kyrkan. Mötet bekräftade också Birger jarls rättighet att bruka romersk rätt i Sverige, vilket var mot de forna lagarna, vilket bidrog till Bjälboättens maktövertagande. 
Med på mötet var utöver kardinalbiskop Vilhelm även Birger Jarl, ärkebiskopen Jarler, rikets fem övriga biskopar, klosterledare, präster, Östergötlands lagman och ett antal stormän. 
På mötet bestämdes att präster skulle leva i celibat och sälja sin jord, utan att släktingarnas sedvanliga samtycke krävdes. Prästerna förbjöds ha hustrur eller bo ihop med en kvinna. Ifall sådant förekom skulle kvinnorna i fråga bannlysas. De präster som redan vara gifta eller levde ihop med en kvinna tvingades att inom årets slut skilja sig från henne. Undantag gjordes dock för präster som var över 50 år och som vid straff av höga böter lovat biskopen att leva avhållsamt samt att aldrig sova under samma tak som kvinnan. Präster fick inte behålla sina barn. 
Enligt Vilhelm av Sabina gjorde de svenska prästerna i det längsta motstånd mot celibatkravet. De hade enligt kardinalen "bedyrat att de under inga förhållanden kunde existera utan förbindelse med kvinnor och deras hjälp".
Mötet hölls i Skänninge, endast några kilometer från sätesgården i Bjälbo.